# Feríd Súsán
Ferid Chouchane (arabul: فريد شوشان; Szúsza, 1973. április 19. –) tunéziai labdarúgóhátvéd.